# Yeshe Oe
Yeshe Oe (nom de naixement, Khor-re; noms espirituals: Jangchub Yeshe-Ö, Byang Chub Ye shes' Od, Lha Bla Ma, Hla Lama Yeshe O, Lalama Yixiwo, bKra shis mgon, Yeshe-Ö; també Dharmaraja o «Rei Noble»; 959–1040) fou un emperador de la dinastia dels trenta reis que van governar al Tibet després de l'arribada del budisme. Nascut Khor-re, és conegut com a Lhachen Yeshe Oe, el seu nom espiritual. Va ser el segon rei en la successió del regne de Guge situat al sud-oest de l'altiplà tibetà. L'extensió del regne era gairebé equivalent a l'àrea de Zhangzhung, regne que va existir fins al segle VII.
Conegut també com el Rei-lama per la seva inclinació teocràtica, va governar a la zona occidental del Tibet. El 997, sota el seu mandat es van construir diversos monestirs, com el monestir de Tholing quan Tholing (en xinès: Zanda) era la capital de Guge. Se li atribueix la restauració i expansió del budisme tibetà com una tradició organitzada i monàstica, qui amb personatges com Atisha, i Rinchen Zangpo, van concloure la traducció de textos budistes, donant pas a la producció de textos pròpiament tibetans. Va abdicar al tro l'any 975 per convertir-se en lama.

## Biografia
Des de jove, Yeshe Oe va estar interessat en assumptes religiosos, no obstant això, quan el rei Tashi-gon (bKra-shis-mgon) va morir sense un hereu, Yeshe Oe com a nebot seu, va ser triat successor de l'emperador mort. L'any 967, el jove monarca, va fusionar els regnes de Tashigon i Detsugon convertint-los en un sol imperi, que cobria les regions de Burang, Guge, Zanskar, Lahul, Spiti i Kinnaur.
Yeshe Oe creia en un model social basat en les tres trets: educació religiosa, arquitectura religiosa i reformes religioses que durant la disseminació del budisme a l'Índia va calar també en les tradicions filosòfiques, religioses, literàries, artístiques i arquitectòniques del Tibet a través de la regió de Guge.
Amb el seu germà, va governar la regió occidental de l'Himàlaia, on va fundar diversos temples mentre la noblesa del Tibet perdia poder gràcies a les institucions. Durant el seu govern, es va oposar a les formes esotèriques del tantrisme que van prevaler en el Tibet. Un gran nombre de treballs artístics realitzats en bronze rendeixen honor a Naaraja, un dels dos fills de Yeshe Oe.

### Primers anys com a emperador

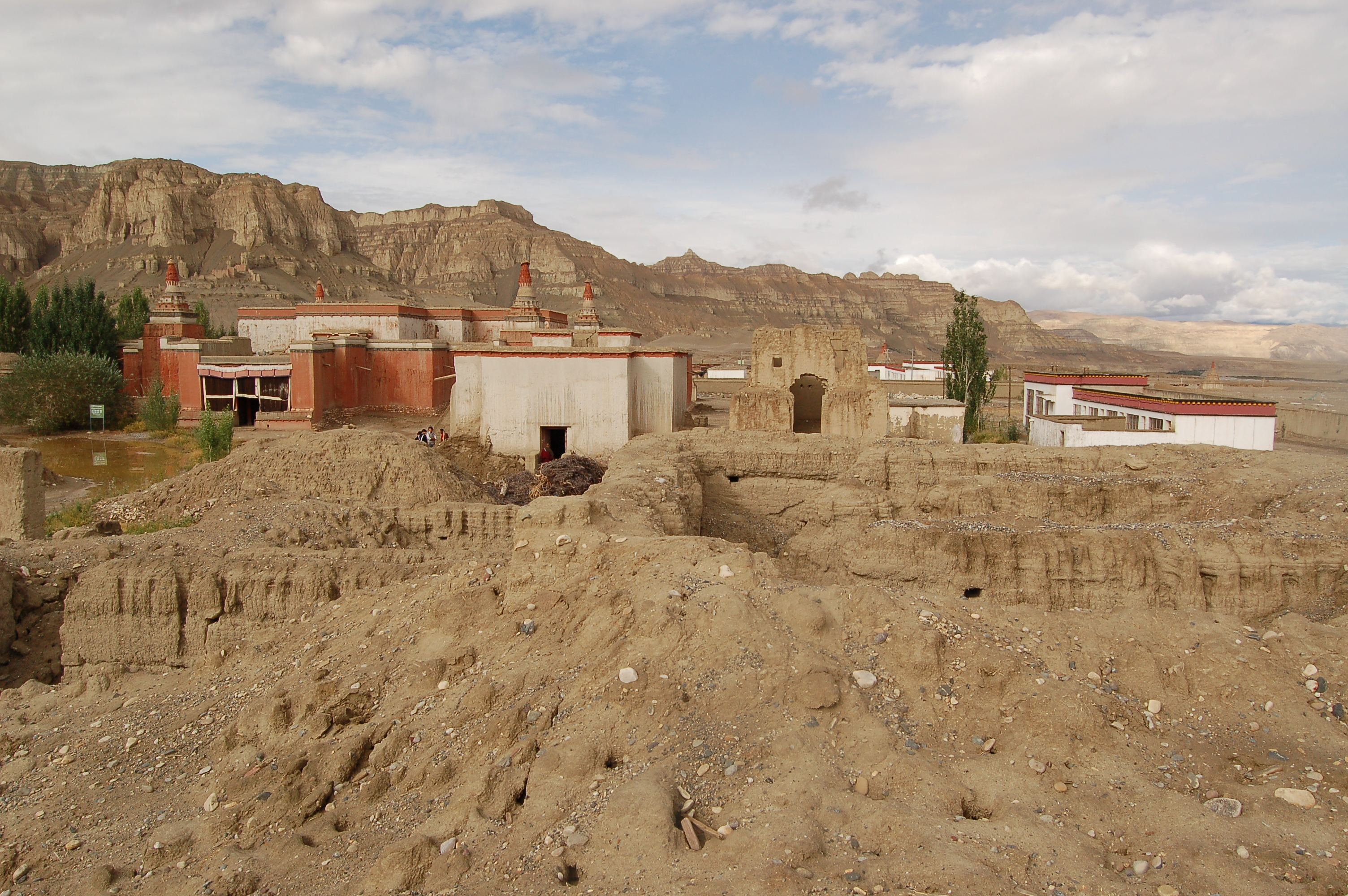
Ruïnes de l'edifici destruït del monestir de Tholing

El seu primer acte com a governant i sota el títol de bka' shog chen mo (Grans dites), va ser governar sota una aproximació teocràtica com a model polític i objectiu a seguir; això li va valer donar-se a conèixer com el 'rei -monjo'. El 997, després de 30 anys en el tro, va establir el monestir de Tholing, amb l'objectiu d'assegurar la propagació del budisme en el Tibet. Una altra de les seves accions per al sosteniment d'aquest monestir, va ser introduir un impost obligatori a grangers i estrangers per al seu manteniment.
Seguint la base religiosa de les pràctiques adquirides a l'Índia, va manar portar 21 novicis, d'entre 10 i 20 anys, especialment triats per ser entrenats com a monjos a Caixmir i altres parts d'Índia. Van ser educats en institucions budistes de renom i posteriorment traduirien les escriptures budistes del sànscrit a l'idioma tibetà; un altre acte únic d'ajuda en la «segona difusió del budisme en Tibet» que se li atribueix. Consta que a causa de les extremes condicions del clima del nord de l'Índia, dels 21 aprenents, només dos van sobreviure: Lekpai Sherpa i Rinchen Zangpo. Aquest últim fou designat per Yeshe Oe, pel seu excelent acompliment, com el responsable de traduir i difondre les escriptures budistes així com de la construcció de més monestirs en el Tibet.
Entre els més importants es troben l'abans esmentat monestir de Tholing, el primer construït en el Tibet occidental, el monestir de Tabo a Ladakh, i el monestir de Khochar.

## Llegat
Se li atribueix la creació del primer monestir en el Tibet, fundat el 997. Al segle xx, el monestir de Tholing va ser reconstruït després d'haver estat danyat per la Guàrdia Roja durant la Revolució Cultural de 1967.
Una altra de les seves aportacions a la cultura budista, són les milers de traduccions fetes durant la seva dinastia per difondre aquesta ideologia, així com la política de «La no violència».
Durant una investigació de camp realitzada en el Lotsava Lakhang a Riba (Ngari), es va descobrir una pintura de vuit monjos, incloent Rinchen Zangpo, enviats a Caixmir per Yeshe Oe per difondre el Mahayana des de la zona occidental fins a l'oest Tibet.